# Tief Cathleen
Das Regentief Cathleen war ein Tiefdruckgebiet, das im August 2010 sehr große Regenmengen im nördlichen Westfalen und Weser-Ems-Raum brachte. Wegen der daraus resultierenden Überflutungen wurde in mehreren Landkreisen und Städten der Katastrophenalarm ausgelöst. Mit einer Niederschlagsmenge von bis über 130 l/m² in 30 Stunden wurden an vielen Wetterstationen Rekorde aufgestellt. Betroffen waren vor allem die Stadt Osnabrück, Kreis Steinfurt, Kreis Borken, Landkreis Emsland, Landkreis Osnabrück sowie der Kreis Minden-Lübbecke.

## Wettersituation
Am 26. August 2010 traf im Bereich der betroffenen Gebiete eine subtropische Warmfront aus südlicher Richtung auf eine nördlich heranziehende Kaltluftfront des Tiefs Cathleen. Da die Luftmassen sich nur sehr langsam bewegten, verharrte die Regenfront lange im selben Gebiet, ehe sie am 27. August sehr langsam nach Süden wegzog.
Der höchste registrierte Wert war in Steinfurt und entspricht mit 187,5 mm in 31 h in etwa dem Durchschnittsregen eines Vierteljahres.

## Auswirkungen

### Nordrhein-Westfalen

#### Kreis Borken

##### Ahaus
In Ahaus drohte die Kläranlage überspült zu werden. Eine Brücke wurde unterspült, außerdem gab es Stromausfälle.

##### Heek
In Heek wurde mit Sandsäcken die Dinkeldeich verstärkt. Unterstützt wurden die örtlichen Feuerwehrleute mit Personal aus Dortmund.

##### Legden
Der Düstermühlemarkt wurde mit den darauf befindliche Fahrgeschäften überflutet.
Im Ortsteil Asbeck trat der Mühlenbach über die Ufer und überschwemmte den Ortskern.

#### Kreis Steinfurt

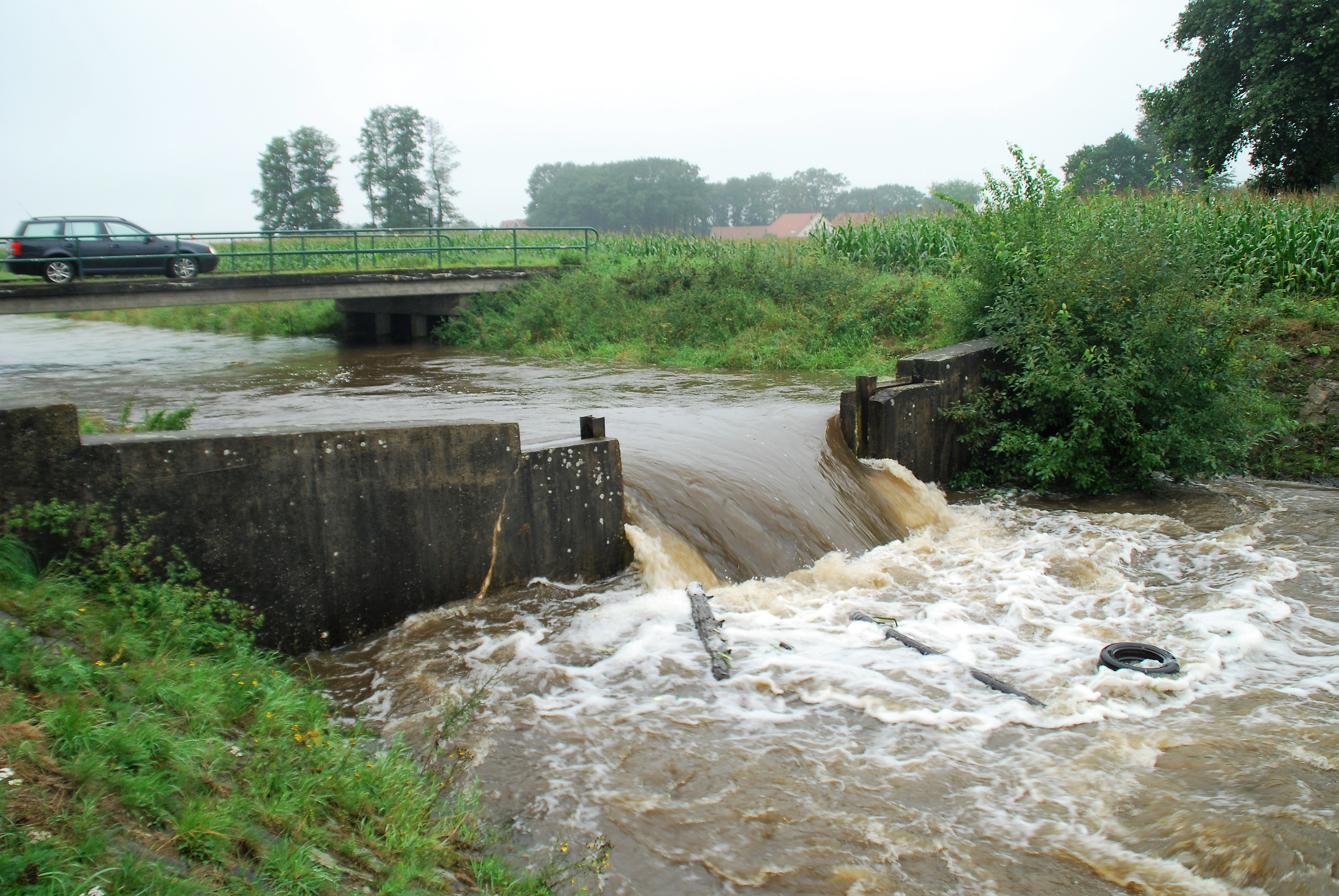
Die Giegel Aa am Morgen des 27. August 2010

Der Landrat Thomas Kubendorff löste in der Nacht zum Freitag, den 27. August um 0:15 Uhr den Katastrophenalarm für den Kreis Steinfurt aus.
Im ganzen Kreis mussten Pferde und Kühe von Weiden gerettet werden, um sie vor dem Ertrinken zu bewahren.

##### Emsdetten
In Emsdetten trat der Mühlenbach über seine Ufer und verursachte im Stadtgebiet Überschwemmungen.

##### Ibbenbüren

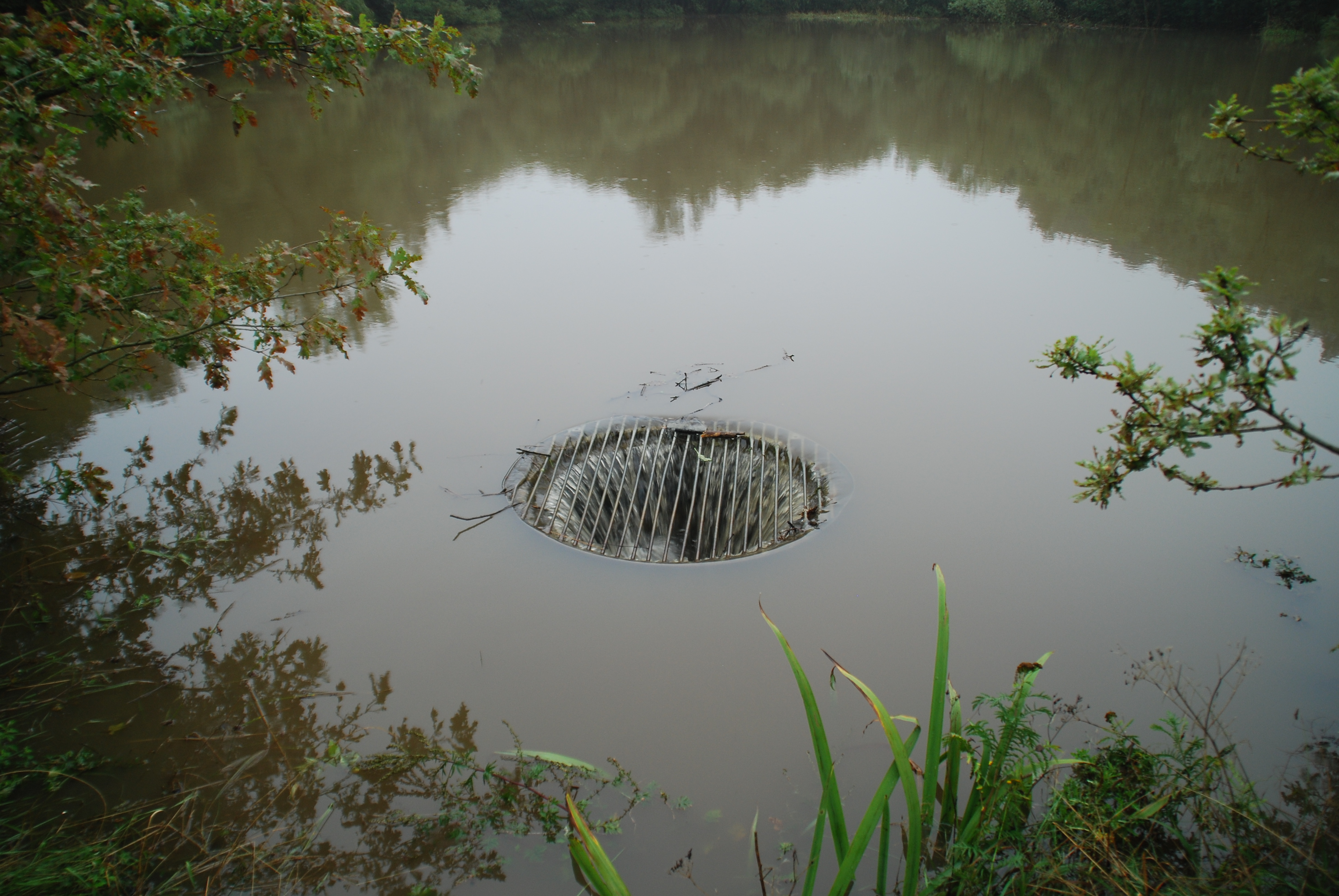
Notüberlauf des Bühner-Sees oberhalb des Bahnhof Esch

Das Stellwerk des Bahnhofs Esch wurde überflutet, so dass kein Betrieb auf der Bahnstrecke Rheine-Löhne möglich war. Die Bahn richtete einen Busverkehr zwischen Osnabrück und Rheine ein.

##### Lotte
Die Sportfreunde Lotte mussten aufgrund der Regenfälle ein Benefizspiel in ihrem Stadion mit dem VfL Osnabrück und dem F.C. Real absagen.

##### Ochtrup
Im Ortsteil Langenhorst wurden Teile der Ortslage überfluteten. Da hier mit Vechte, Feldbach und Farbbach drei Gewässer zusammenfließen, traten diese großflächig über die Ufer.

##### Rheine
In Rheine drohte ein Regenrückhaltebecken ein Industriegebiet zu überfluten sowie das Dach eines Fahrradgroßhandels stürzte ein.
Mehrere Unterführungen liefen voll.

##### Tecklenburg
Die Regenfälle führten an der Bahnstrecke Ibbenbüren–Hövelhof der Teutoburger Wald-Eisenbahn bei Brochterbeck zu einem Dammrutsch, der beinahe zu einer Stilllegung der gesamten Strecke geführt hätte, da der Streckenbetreiber keine Wirtschaftlichkeit der Instandsetzung gesehen hat.

#### Weitere Orte
In Bad Salzuflen deckte ein Tornado zwei Dächer ab und entwurzelte mehrere Bäume.

### Niedersachsen

#### Stadt Osnabrück
Der August 2010 war der nasseste seit Beginn der Aufzeichnungen in Osnabrück (1891).

##### 26. August
Schon am Donnerstagabend wurde die A 1 unpassierbar, da sich auf der Fahrbahn Wasser anstaute. Die A 30 bei Nahne wurde ab der Freitagnacht überflutet.

##### 27. August
In der Nacht zum Freitag wurde ab 0:30 Uhr das Benediktinerinnenkloster Osnabrück überflutet. Durch die Feuerwehr und das THW konnte die wertvolle Hostienmaschine des Klosters gerettet werden. Hier erreichte der Hasepegel mit 2,48 Metern eine neue Rekordmarke.
Am 27. August 2010 um 4 Uhr wurde durch den damaligen Oberbürgermeister Boris Pistorius das erste Mal seit 1945 der Katastrophenalarm ausgelöst.

##### Nachwirkungen
Bei den Aufräumarbeiten in der Stadt wurden 700 Tonnen Sperrmüll aus den beschädigten Häusern abgefahren. Dieses bedeutete Extraausgaben für die städtische Müllabfuhr in Höhe von 200.000 Euro.
Das Parkhaus Vitihof der OPG war durch den Regen ein technischer Totalschaden und musste überholt werden. Das Aufseherhäuschen, die Rechenanlage sowie die Heizöltanks konnten dem bis zu 1,60 m im Parkhaus stehendem Wasser nichts entgegensetzen. Nach schneller Instandsetzung ging das Parkhaus am 14. September wieder in Betrieb.
Die Mindener Straße musste nach dem Rückgang des Wassers noch bis zum 2. September gesperrt bleiben, um die Schäden auszubessern.
Obwohl im Umspannwerk in Lüstringen die Masten im Wasser gestanden haben, konnten Feuerwehrleute aus Pewsum im Landkreis Aurich die Gebäude vom Wasser frei halten, so dass der Strom nicht ausfiel.

#### Landkreis Osnabrück
Am Donnerstag, den 26. August ist nach stundenlangem Dauerregen die Autobahn unter der Auffahrt Osnabrück-Nord überflutet. Mehrere Hänge rutschen ab.
In Wallenhorst-Hollage lief die Hase über den Deich in den Stichkanal Osnabrück, was zum Dammbruch führte, jedoch ohne weitere Folgen.
Der Alfsee sowie das Reservebecken wurde mit dem Wasser aus der Hase aufgestaut, um den Unterlauf der Hase vor schweren Überflutungen zu schützen.
Der Dammbruch wurde schon kurz darauf behoben und in Erinnerung an die Dammbrüche 1960 und 1981 am Stichkanal eine Notentlastung gebaut.
In Bramsche besteht die teilfertige Flutmulde am Hasesee erstmals ihre Feuertaufe und verhindert so größere Schäden in der Stadt.

#### Landkreis Emsland
In Spelle wurde ein Industriegebiet durch die Speller Aa überflutet.

#### Landkreis Grafschaft Bentheim
Am 29. August erreichte der Hochwasserscheitel Nordhorn. In der Stadt wurden Sandsäcke an den Ufern der Vechte platziert.

### Andere Bundesländer
Auch in Bayern und Baden-Württemberg gingen starke Niederschläge nieder. Zahlreiche Straßen wurden überflutet und Keller liefen voll. Jedoch blieben die Schäden hier im Ausmaß weit hinter dehnen des Nordens zurück.

## Messwerte

### Niederschlag

#### Messzeitraum Mittwoch bis Freitag
Messzeitraum: 25. August 2010, 23 Uhr bis 27. August 2010, 18 Uhr MESZ (43 Stunden)
| Standort der Messstation    | Niederschlagsmenge |
| --------------------------- | ------------------ |
| Steinfurt                   | 193,8 l/m²         |
| Steinfurt-Burgsteinfurt     | 171,7 l/m²         |
| Ahaus                       | 163,7 l/m²         |
| Emsdetten                   | 159,6 l/m²         |
| Lübbecke                    | 155,2 l/m²         |
| Flughafen Münster/Osnabrück | 151,7 l/m²         |
| Osnabrück                   | 148,8 l/m²         |
| Bad Essen-Brockhausen       | 145,7 l/m²         |
| Ibbenbüren                  | 140,7 l/m²         |
| Bad Bentheim                | 135,7 l/m²         |

| Standort der Messstation  | Niederschlagsmenge |
| ------------------------- | ------------------ |
| St. Arnold                | 135,4 l/m²         |
| Werther                   | 133,8 l/m²         |
| Bad Rothenfelde           | 133,3 l/m²         |
| Porta Westfalica          | 131,8 l/m²         |
| Lienen-Kattenvenne        | 130,8 l/m²         |
| Stadthagen                | 129,5 l/m²         |
| Mettingen                 | 129,2 l/m²         |
| Barsinghausen-Hohenbostel | 128,8 l/m²         |
| Enger                     | 128,4 l/m²         |
| Espelkamp-Isenstedt       | 126,7 l/m²         |
| Gronau (Westfalen)        | 125,8 l/m²         |

### Pegelstände
Pegelstände und Wassermengen der betroffenen Flüsse.

#### Hase
Maximale Pegelstände der Hase:
- Lüstringen: 2,87 m[11], bisheriger Höchstwert von 1968: 2,47 m
- Eversburg: 3,05 m, bisheriger Höchstwert von 1970: 3,02 m[11]
- Bramsche: 4,51 m, Höchstwert von 1981: 4,64 m[11]

Durch den Alfsee, wo 11,7 Mio. m³ Wasser angestaut wurden, sind keine größeren Überschwemmungen im Unterlauf der Hase eingetreten.

#### Düte
Maximale Pegelstände an der Düte:
- Wersen: 3,67 m, bisheriger Höchstwert von 1960: 3,47 m[11]

#### Dreierwalder Aa
Maximale Pegelstände an der Dreierwalder Aa:
- Lehen:1,82 m Abfluss 14,4 m³/s, Höchstwert 1981: 1,95 m Abfluss 16,6 m³/s[12]
- Hörstel: 2,12 m, Abfluss 29,1 m³/s, bisheriger Höchstwert 1981: 2,00 m Abfluss 27,2 m³/s[12]

#### Speller Aa

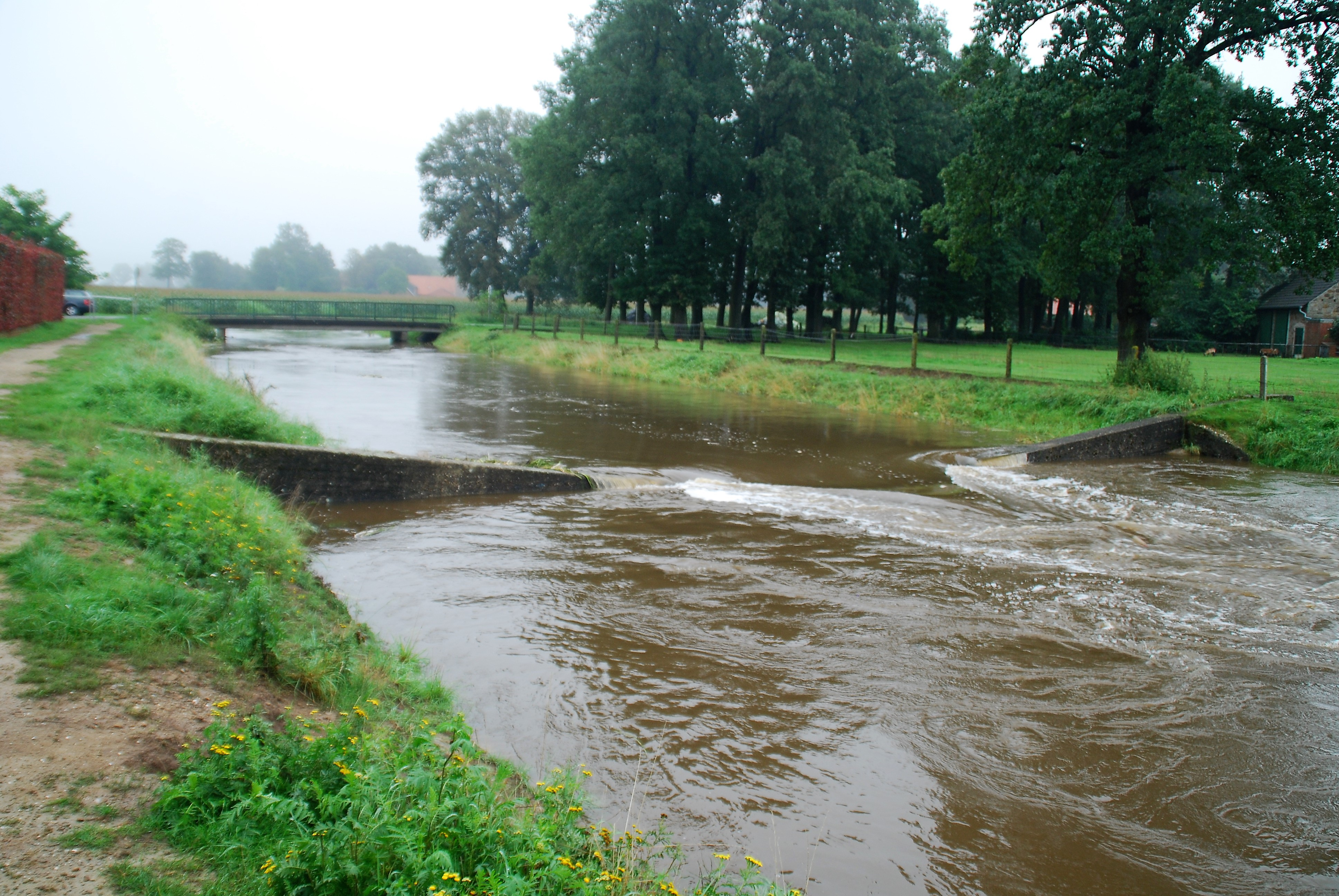
Hopstener Aa oberhalb des Pegels Hopsten

Maximale Pegelstände an der Speller Aa:
- Hopsten: 1,61 m Abfluss 19,1 m³/s, Höchstwert 1981: 1,78 m Abfluss 25,3 m³/s[12]

#### Steinfurter Aa
Maximale Wassermenge der Steinfurter Aa am Pegel:
- Termühlen (Wettringen): 73,6 m³/s[2] (mittlerer Abfluss 2,1 m³/s)

Das Ereignis hatte den HQ 100 mit 59,4 m³/s deutlich überschritten.

#### Vechte
Maximalpegelstände an der Vechte:
- Wettringen-Bilk: 2,90 m[2] (Abfluss ca. 50 m³/s, alter Höchststand 2,80 m übertroffen)

Der HQ 100 bei 37 m³/s wurde auch hier deutlich überschritten
- Ohne: 3,55 m, bisheriger Höchststand 1968: 3,36 m[11]
- Wehr Neuenhaus: 5,12 m, Höchststand 1987: 5,12 m[11]